# 25ª edizione dei Critics' Choice Awards
La cerimonia di premiazione della 25ª edizione dei Critics' Choice Awards si è tenuta il 12 gennaio 2020 a Santa Monica, in California. Le candidature sono state annunciate l'8 dicembre 2019.

## Premi per il cinema

### Miglior film
- C'era una volta a... Hollywood (Once Upon a Time... in Hollywood), regia di Quentin Tarantino
- 1917, regia di Sam Mendes
- Diamanti grezzi (Uncut Gems), regia di Josh e Benny Safdie
- The Irishman, regia di Martin Scorsese
- Jojo Rabbit, regia di Taika Waititi
- Joker, regia di Todd Phillips
- Le Mans '66 - La grande sfida (Ford v Ferrari), regia di James Mangold
- Parasite (Gisaengchung), regia di Bong Joon-ho
- Piccole donne (Little Women), regia di Greta Gerwig
- Storia di un matrimonio (Marriage Story), regia di Noah Baumbach

### Miglior attore
- Joaquin Phoenix – Joker
- Antonio Banderas – Dolor y gloria
- Robert De Niro – The Irishman
- Leonardo DiCaprio – C'era una volta a... Hollywood (Once Upon a Time... in Hollywood)
- Adam Driver – Storia di un matrimonio (Marriage Story)
- Eddie Murphy – Dolemite Is My Name
- Adam Sandler – Diamanti grezzi (Uncut Gems)

### Migliore attrice
- Renée Zellweger – Judy
- Cynthia Erivo – Harriet
- Scarlett Johansson – Storia di un matrimonio (Marriage Story)
- Lupita Nyong'o – Noi (Us)
- Saoirse Ronan – Piccole donne (Little Women)
- Charlize Theron – Bombshell - La voce dello scandalo (Bombshell)
- Awkwafina – The Farewell - Una bugia buona (The Farewell)

### Miglior attore non protagonista
- Brad Pitt – C'era una volta a... Hollywood (Once Upon a Time... in Hollywood)
- Tom Hanks – Un amico straordinario (A Beautiful Day in the Neighborhood)
- Anthony Hopkins – I due papi (The Two Popes)
- Al Pacino – The Irishman
- Joe Pesci – The Irishman
- Willem Dafoe – The Lighthouse

### Migliore attrice non protagonista
- Laura Dern – Storia di un matrimonio (Marriage Story)
- Scarlett Johansson – Jojo Rabbit
- Jennifer Lopez – Le ragazze di Wall Street - Business Is Business (Hustlers)
- Florence Pugh – Piccole donne (Little Women)
- Margot Robbie – Bombshell - La voce dello scandalo (Bombshell)
- Zhao Shuzhen – The Farewell - Una bugia buona (The Farewell)

### Miglior giovane interprete
- Roman Griffin Davis – Jojo Rabbit
- Julia Butters – C'era una volta a... Hollywood (Once Upon a Time... in Hollywood)
- Noah Jupe – Honey Boy
- Thomasin McKenzie – Jojo Rabbit
- Shahadi Wright Joseph – Noi (Us)
- Archie Yates – Jojo Rabbit

### Miglior cast corale
- The Irishman, regia di Martin Scorsese
- Bombshell - La voce dello scandalo (Bombshell), regia di Jay Roach
- Cena con delitto - Knives Out (Knives Out), regia di Rian Johnson
- C'era una volta a... Hollywood (Once Upon a Time... in Hollywood), regia di Quentin Tarantino
- Parasite (Gisaenchung), regia di Bong Joon-ho
- Piccole donne (Little Women), regia di Greta Gerwig
- Storia di un matrimonio (Marriage Story), regia di Noah Baumbach

### Miglior regista
- Bong Joon-ho – Parasite (Gisaenchung)
- Sam Mendes – 1917
- Noah Baumbach – Storia di un matrimonio (Marriage Story)
- Greta Gerwig – Piccole donne (Little Women)
- Josh e Benny Safdie – Diamanti grezzi (Uncut Gems)
- Martin Scorsese – The Irishman
- Quentin Tarantino – C'era una volta a... Hollywood (Once Upon a Time... in Hollywood)

### Miglior sceneggiatura originale
- Quentin Tarantino – C'era una volta a... Hollywood (Once Upon a Time... in Hollywood)
- Rian Johnson – Cena con delitto - Knives Out
- Bong Joon-ho e Han Jin-won – Parasite (Gisaenchung)
- Noah Baumbach – Storia di un matrimonio (Marriage Story)
- Lulu Wang – The Farewell - Una bugia buona (The Farewell)

### Miglior sceneggiatura non originale
- Greta Gerwig – Piccole donne (Little Women)
- Noah Harpster e Micah Fitzerman-Blue – Un amico straordinario (A Beautiful Day in the Neighborhood)
- Anthony McCarten – I due papi (The Two Popes)
- Todd Phillips e Scott Silver – Joker
- Taika Waititi – Jojo Rabbit
- Steven Zaillian – The Irishman

### Miglior fotografia
- Roger Deakins – 1917
- Jarin Blaschke – The Lighthouse
- Phedon Papamichael – Le Mans '66 - La grande sfida (Ford v Ferrari)
- Rodrigo Prieto – The Irishman
- Robert Richardson – C'era una volta a... Hollywood (Once Upon a Time... in Hollywood)
- Lawrence Sher – Joker

### Miglior scenografia
- Barbara Ling e Nancy Haigh – C'era una volta a... Hollywood (Once Upon a Time... in Hollywood)
- Mark Friedberg e Kris Moran – Joker
- Dennis Gassner e Lee Sandales – 1917
- Jess Gonchor e Claire Kaufman – Piccole donne (Little Women)
- Lee Ha-jun – Parasite (Gisaenchung)
- Bob Shaw e Regina Graves – The Irishman
- Donal Woods e Gina Cromwell – Downton Abbey

### Miglior montaggio
- Lee Smith – 1917
- Ronald Bronstein e Benny Safdie – Diamanti grezzi (Uncut Gems)
- Andrew Buckland e Michael McCusker – Le Mans '66 - La grande sfida (Ford v Ferrari)
- Yang Jinmo – Parasite (Gisaenchung)
- Fred Raskin – C'era una volta a... Hollywood (Once Upon a Time... in Hollywood)
- Thelma Schoonmaker – The Irishman

### Migliori costumi
- Ruth E. Carter – Dolemite Is My Name
- Julian Day – Rocketman
- Jacqueline Durran – Piccole donne (Little Women)
- Arianne Phillips – C'era una volta a... Hollywood (Once Upon a Time... in Hollywood)
- Sandy Powell e Christopher Peterson – The Irishman
- Anna Robbins – Downton Abbey

### Miglior trucco
- Bombshell - La voce dello scandalo (Bombshell), regia di Jay Roach
- C'era una volta a... Hollywood (Once Upon a Time... in Hollywood), regia di Quentin Tarantino
- Dolemite Is My Name, regia di Craig Brewer
- The Irishman, regia di Martin Scorsese
- Joker, regia di Todd Phillips
- Judy, regia di Rupert Goold
- Rocketman, regia di Dexter Fletcher

### Migliori effetti speciali
- Avengers: Endgame, regia di Anthony e Joe Russo
- 1917, regia di Sam Mendes
- Ad Astra, regia di James Gray
- The Aeronauts, regia di Tom Harper
- The Irishman, regia di Martin Scorsese
- Le Mans '66 - La grande sfida (Ford v Ferrari), regia di James Mangold
- Il re leone (The Lion King), regia di Jon Favreau

### Miglior film d'animazione
- Toy Story 4, regia di Josh Cooley
- Dov'è il mio corpo? (J'ai perdu mon corps), regia di Jérémy Clapin
- Dragon Trainer - Il mondo nascosto (How to Train Your Dragon: The Hidden World), regia di Dean DeBlois
- Frozen II - Il segreto di Arendelle (Frozen II), regia di Jennifer Lee e Chris Buck
- Missing Link, regia di Chris Butler
- Il piccolo yeti (Abominable), regia di Jill Culton

### Miglior film d'azione
- Avengers: Endgame, regia di Anthony e Joe Russo
- 1917, regia di Sam Mendes
- John Wick 3 - Parabellum (John Wick: Chapter 3 - Parabellum), regia di Chad Stahelski
- Le Mans '66 - La grande sfida (Ford v Ferrari), regia di James Mangold
- Spider-Man: Far from Home, regia di Jon Watts

### Miglior film commedia
- Dolemite Is My Name, regia di Craig Brewer
- Cena con delitto - Knives Out (Knives Out), regia di Rian Johnson
- The Farewell - Una bugia buona (The Farewell), regia di Lulu Wang
- Jojo Rabbit, regia di Taika Waititi
- La rivincita delle sfigate (Booksmart), regia di Olivia Wilde

### Miglior film sci-fi/horror
- Noi (Us), regia di Jordan Peele
- Ad Astra, regia di James Gray
- Avengers: Endgame, regia di Anthony e Joe Russo
- Midsommar - Il villaggio dei dannati (Midsommar), regia di Ari Aster

### Miglior film straniero
- Parasite (Gisaenchung), regia di Bong Joon-ho (Corea del Sud)
- Atlantique, regia di Mati Diop (Senegal)
- Dolor y gloria, regia di Pedro Almodóvar (Spagna)
- I miserabili (Les Misérables), regia di Ladj Ly (Francia)
- Ritratto della giovane in fiamme (Portrait de la jeune fille en feu), regia di Céline Sciamma (Francia)

### Miglior canzone
- Glasgow (No Place Like Home) – A proposito di Rose (Wild Rose)
- (I'm Gonna) Love Me Again – Rocketman
- I'm Standing With You – Atto di fede (Breakthrough)
- Into the Unknown – Frozen II - Il segreto di Arendelle (Frozen II)
- Speechless – Aladdin
- Spirit – Il re leone (The Lion King)
- Stand Up – Harriet

### Miglior colonna sonora
- Hildur Guðnadóttir – Joker
- Michael Abels – Noi (Us)
- Alexandre Desplat – Piccole donne (Little Women)
- Randy Newman – Storia di un matrimonio (Marriage Story)
- Thomas Newman – 1917
- Robbie Robertson – The Irishman

## Premi per la televisione

### Programmi

#### Miglior serie drammatica
- Succession
- The Crown
- David Makes Man
- The Good Fight
- Pose
- This Is Us
- Il Trono di Spade (Game of Thrones)
- Watchmen

#### Miglior serie commedia
- Fleabag
- Barry
- La fantastica signora Maisel (The Marvelous Mrs. Maisel)
- Giorno per giorno (One Day at a Time)
- Mom
- PEN15
- Schitt's Creek

#### Miglior miniserie o serie limitata
- When They See Us
- Catch-22
- Chernobyl
- Fosse/Verdon
- The Loudest Voice - Sesso e potere (The Loudest Voice)
- Unbelievable
- Years and Years

#### Miglior film per la televisione
- El Camino - Il film di Breaking Bad (El Camino: A Breaking Bad Movie), regia di Vince Gilligan
- Brexit: The Uncivil War, regia di Toby Haynes
- Deadwood - Il film (Deadwood: The Movie), regia di Daniel Minahan
- Guava Island, regia di Hiro Murai
- Native Son, regia di Rashid Johnson
- Patsy & Loretta, regia di Callie Khouri

#### Miglior serie animata
- BoJack Horseman
- Big Mouth
- Dark Crystal - La resistenza (The Dark Crystal: Age of Resistance)
- She-Ra e le principesse guerriere (She-Ra and the Princesses of Power)
- I Simpson (The Simpsons)
- Undone